# Oresbia Abreu Peralta
Oresbia Abreu Peralta (Ciudad del Carmen, 20 de octubre de 1955) es una académica mexicana. Fue, desde el 2 de septiembre de 2019 al 10 de octubre de 2021, rectora de la Universidad Tecnológica de Campeche.
Académica mexicana con una larga trayectoria en el ámbito educativo con estudios de doctorado en Creatividad e Innovación Educativa Empresarial. Es licenciada en Administración de Empresas y cuenta con posgrados en Finanzas y Matemática Educativa. Inició su práctica docente en la Universidad Autónoma del Carmen y cuenta con una trayectoria de más de 16 años de experiencia en el ámbito directivo en instituciones educativas del nivel superior y 47 años de experiencia en los distintos niveles del ámbito educativo incluyendo educación inicial, básica, media y superior.
Por su larga trayectoria en el ámbito educativo, Oresbia Abreu Peralta recibió la medalla al Mérito Ciudadano “Ciudad del Carmen” edición 2021 de manos del Presidente Municipal, Óscar Rosas González, durante la Quinta Sesión Solemne de Cabildo el 23 de julio de 2021.
Además de su carrera profesional, ha colaborado con la sociedad Carmelita en distintas labores altruistas, enfocadas en promover una mejor sociedad y convivencia. Su trabajo en la comunidad y su dedicación en el ámbito educativo han contribuido positivamente a la mejora de la cohesión social y educativa.